# Trick-or-Treat for UNICEF
Trick-or-Treat for UNICEF è una campagna di raccolta fondi per beneficenza promossa fin dagli anni cinquanta dal Fondo delle Nazioni Unite per l'infanzia (UNICEF) in occasione dei festeggiamenti per Halloween; durante il 31 ottobre infatti, i ragazzi si recano porta a porta, secondo il tradizionale dolcetto o scherzetto (Trick or Treat), per chiedere denaro o donazioni da devolvere all'associazione.
La campagna è stata organizzata per prima volta negli Stati Uniti nel 1949 quando la moglie di un pastore presbiteriano di Bridesburg (cittadina vicino a Filadelfia) ebbe l'idea di chiedere anziché dolcetti, denaro da devolvere all'associazione. Nel 1953 la campagna venne promossa direttamente dall'associazione United States Fund for UNICEF, e quando l'UNICEF venne insignito del premio Nobel per la pace (1965), il presidente degli Stati Uniti Lyndon B. Johnson si congratulò per l'iniziativa, mentre nel 1967 dichiarò il 31 ottobre "UNICEF day".
Negli anni, la campagna è stata promossa anche in altre Nazioni come Canada, Messico e Hong Kong.